# Masacre de Los Horcones
La Masacre de Los Horcones fue una serie de asesinatos que acontecieron en la hacienda Los Horcones, en el departamento de Olancho, Honduras durante el mes de junio de 1975, en la cual fueron asesinados personas (en el que se encontraban líderes religiosos, campesinos y estudiantes) por las Fuerzas Armadas hondureñas.
Los hechos que antecedieron a esta serie de asesinatos tuvieron lugar cuando a mediados de junio, se organizaban marchas que involucraban mayormente a campesinos que, estaban en contra de la expropiación de sus tierras que habían estando dándose en la zona, sin embargo, también contaban con la presencia de otros sectores que apoyaban la causa de forma colectiva enérgicamente. Los cuerpos de las víctimas fueron arrojados a un pozo ubicado a un kilómetro de la escena inicial, para después dinamitarlos.
En ese entonces, era presidente el político y militar Juan Alberto Melgar Castro. Fueron condenados el mayor José Enrique Chinchilla, el teniente Benjamín Plata, el terrateniente José Manuel Zelaya Ordóñez y Carlos Bähr a 20 años de prisión por estar implicados en la masacre. Cabe destacar que José Manuel Zelaya Ordóñez es el padre de Manuel Zelaya, más tarde presidente de Honduras durante el periodo de 2006 a 2009.

## Acontecimientos
Entre las personas ejecutadas se encontraba al Padre Iván Betancourt, un sacerdote colombiano que se encontraba de visita participando en las manifestaciones organizadas por los campesinos con el fin de exigir medidas de Reforma Agraria, y el padre Michael Jerome Cypher (Padre Casimiro), un sacerdote que se encontraba de visita proveniente de Wisconsin, Estados Unidos que fue torturado hasta la muerte durante un interrogatorio. 
Cinco agricultores fueron quemados vivos en una hoguera. Los cuerpos de los dos sacerdotes fueron castrados y severamente mutilados. Dos mujeres fueron arrojadas dentro de un pozo con vida antes de que el mismo fuera dinamitado.
De acuerdo con la periodista y autora Wendy Griffin, "la Masacre de Los Horcones fue vista como una colisión entre los intereses de los terratenientes y el activismo social de la iglesia de la época". Luego de que los cuerpos fueron encontrados, el gobierno central ordenó a todos los sacerdotes, monjes y monjas dejar la zona por su propia seguridad.
Una de las víctimas fue Máximo Aguilera, el padre del diputado perteneciente al partido Democracia Cristiana, Lucas Aguilera.

## Señalamientos
José Manuel "Mel" Zelaya Ordóñez, un adinerado terrateniente y padre del después Presidente de la República José Manuel Zelaya Rosales, presuntamente ofreció una recompensa de 2,500.00 dólares para asesinar al sacerdote de origen colombiano.
Tanto el mayor José Enrique Chinchilla como el teniente Benjamín Plata, José Manuel Zelaya Ordóñez y Carlos Bähr fueron sentenciados a 20 años de cárcel. Zelaya Rosales visitaba a su padre encarcelado frecuentemente, de vez en cuando dormía en el suelo de la cárcel, según Víctor Meza, ministro en el gabinete del gobierno de Manuel Zelaya. Sin embargo, los implicados en la masacre fueron favorecidos por el decreto de amnistía, sobre crímenes militares, de la Asamblea Nacional Constituyente el 3 de septiembre de 1975. Fue así como pasaron poco más de un año en prisión hasta ser liberados el 11 de septiembre del mismo año, tras ser indultados por el gobierno de Policarpo Paz García.

## Actualidad
Han transcurrido casi 50 años desde que se llevó a cabo esta serie de asesinatos en la zona. Sin embargo, los lugareños recuerdan lo sucedido hasta el día de hoy.